# Phymaturus laurenti
Espèce
Statut de conservation UICN

 LC  : Préoccupation mineure
Phymaturus laurenti est une espèce de sauriens de la famille des Liolaemidae.

## Répartition et habitat
Cette espèce est endémique de la province de Catamarca en Argentine,. On la trouve entre 3 500 et 4 500 m d'altitude. Elle vit dans la puna.

## Description
C'est un saurien vivipare.

## Étymologie
Cette espèce est nommée en l'honneur de Raymond Ferdinand Laurent.

## Publication originale
- Lobo, Abdala & Valdecantos, 2010 : Taxonomic Studies of the Genus Phymaturus (Iguania: Liolaemidae): Description of Four New Species. South American Journal of Herpetology, vol. 5, no 2, p. 102-126.